# Dení Prieto Stock
Dení Prieto Stock (Ciudad de México, 8 de septiembre de 1955- Nepantla de Sor Juana Inés de la Cruz, Estado de México, 14 de febrero de 1974) alias María Luisa fue una guerrillera mexicana, integrante de las Fuerzas de Liberación Nacional. Murió durante el ataque a la Casa Grande, en 1974.

## Biografía
Hija de Evelyn Stock y Carlos Prieto. Estudió en el Colegio Madrid de la Ciudad de México. Gustaba de autores como León Tolstoi. Participó en algunas movilizaciones del Movimiento de 1968 y las posteriores a la Matanza del Jueves de Corpus de 1971. Después de estos hechos, en 1974, decidió unirse a la guerrilla y pasar a la clandestinidad. Adoptó el alias de María Luisa, y fue comisionada a la llamada Casa Grande, el cuartel del FLN en Nepantla, en donde realizaba distintos tipos de labores como la agricultura, la recolección de víveres y labores de ocultamiento de la casa. En la misma habitaban los militantes Gloria Benavides, Carmen Custodio, Alfredo Zárate, Mario Sánchez, Anselmo Ríos y Raúl Morales, este último casado con Prieto bajo una ley revolucionaria determinada por las FLN.
Gracias a confesiones obtenidas bajo tortura, la noche del 14 de febrero de 1974 el Ejército Mexicano y distintas corporaciones policiacas allanaron el cuartel guerrillero de Nepantla usando armas de alto calibre, bombas incendiarias y gas lacrimógeno. Dení estaba presuntamente armada con una pistola, y en la refriega perdió sus gafas, lo que dificultó su escape. Fue detenida y presuntamente ejecutada sumariamente en la misma casa.
Fue enterrada en una fosa común del Panteón Civil de Dolores y presuntamente exhumada por su tío Luis Prieto e inhumada en una iglesia de la Ciudad de México en 1981. Su primo, Ignacio Carrillo Prieto, fue el fiscal que encabezó la Fiscalía Especial para Movimientos Sociales y Políticos del Pasado.